# De Kustpijl Heist
La Flèche côtière (en neerlandés : De Kustpijl Heist) es una carrera ciclista belga disputada en Knokke-Heist. Fue creada en 1962 y forma parte del UCI Europe Tour desde 2012, en categoría 1.2

## Palmarés
| Año       | Ganador                  | Segundo                | Tercero                  |
| --------- | ------------------------ | ---------------------- | ------------------------ |
| 1962      | Gilbert Desmet           | Daniel Doom            | Marcel Seynaeve          |
| 1963      | Emiel Lambrecht          | Tom Simpson            | André Noyelle            |
| 1964      | Clément Roman            | Gustaaf De Smet        | Julien Gaelens           |
| 1965      | Bernard Deville          | Wim de Jager           | Camiel Vyncke            |
| 1966      | Eric Demunster           | Jérôme Kegels          | Norbert Van Cauwenberghe |
| 1967      | Noël Van Clooster        | Jo de Roo              | Alfons De Bal            |
| 1968      | Albert Van Vlierberghe   | Ward Weckx             | Marcel Maes              |
| 1969      | Étienne Sonck            | Georges Vandenberghe   | Jacques De Boever        |
| 1970      | André Dierickx           | Noel Van Tyghem        | Roger Jochmans           |
| 1971      | Willy Teirlinck          | Fernand Hermie         | Roger Jochmans           |
| 1972      | Noël Van Clooster        | Aimé Delaere           | Noël Van Tyghem          |
| 1973      | Noël Van Tyghem          | Aimé Delaere           | Jos Abelshausen          |
| 1974      | Patrick Sercu            | José Vanackere         | Lucien Zelck             |
| 1975      | Marcel Van Der Slagmolen | Wilfried Reybrouck     | Benny Schepmans          |
| 1976      | Alain Desaever           | Manuel Santos Castillo | Jean-Pierre Berckmans    |
| 1977      | Julien Stevens           | Fedor den Hertog       | Herman Vrijders          |
| 1978      | Frans Van Looy           | Freddy Maertens        | Fons van Katwijk         |
| 1979      | Marc Demeyer             | Gery Verlinden         | Frans Van Looy           |
| 1980      | Emiel Gijsemans          | Frans Van Looy         | Paul De Keyser           |
| 1981      | Gery Verlinden           | Ronny Claes            | Frans Van Looy           |
| 1982      | Kurt Dockx               | Werner Devos           | Frans Van Looy           |
| 1983      | Alain Desaever           | Noël Segers            | Josef Lieckens           |
| 1984      | Alain Desaever           | Marc Van Geel          | Gert Frank               |
| 1985      | Ronny Van Holen          | Gery Verlinden         | Reinier Valkenburg       |
| 1986      | Patrick Versluys         | Rudy Dhaenens          | Gino Ligneel             |
| 1987      | Marnix Lameire           | Roberto Gaggioli       | Bruno Geuens             |
| 1988      | Hans Daams               | Yvan Lamote            | Frank Hoste              |
| 1989      | Peter Pieters            | Marc Assez             | Patrick Verplancke       |
| 1990      | Marnix Lameire           | Herman Frison          | Patrick Bol              |
| 1991      | Ivan Romanov             | Louis de Koning        | Marek Kulas              |
| 1992      | Michel Cornelisse        | Adrie van der Poel     | Patrick Strouken         |
| 1993      | Michel Cornelisse        | Wim Omloop             | Tom Desmet               |
| 1994      | Jelle Nijdam             | Jan Van Camp           | Patrick Van Roosbroeck   |
| 1995      | Peter Van Petegem        | Carlo Bomans           | Arvis Piziks             |
| 1996      | Tom Steels               | Jans Koerts            | Michel Cornelisse        |
| 1997      | Robbie Vandaele          | Michael van der Wolf   | Peter Verbeken           |
| 1998      | Bert Roesems             | Wim Omloop             | Hans De Meester          |
| 1999      | Michel Vanhaecke         | Niko Eeckhout          | Franky Van Haesebroucke  |
| 2000      | Jurgen Vermeersch        | Davy Delme             | Michel Vanhaecke         |
| 2001      | Arthur Farenhout         | Danny Stam             | Jeff Louder              |
| 2002-2011 | No disputada             |                        |                          |
| 2012      | Kevin Claeys             | Andy Cappelle          | Ken Hanson               |
| 2013      | Egidijus Juodvalkis      | Florian Sénéchal       | Brian van Goethem        |
| 2014      | Michael Van Staeyen      | Robin Stenuit          | Roy Jans                 |
| 2015      | Marco Zanotti            | Coen Vermeltfoort      | Roy Jans                 |
| 2016      | Timothy Dupont           | Bert Van Lerberghe     | Jelle Donders            |
| 2017      | Christophe Noppe         | Jelle Mannaerts        | Jérôme Baugnies          |
| 2018      | Timothy Stevens          | Brent Van Moer         | Dennis Coenen            |
| 2019      | Bas van der Kooij        | Arvid de Kleijn        | Jarne Van De Paar        |

## Palmarés por países
| País         | Victorias |
| ------------ | --------- |
| Bélgica      | 38        |
| Países Bajos | 7         |
| Rusia        | 1         |
| Lituania     | 1         |
| Italia       | 1         |